# Tachuris rubrigastra
Tachuris rubrigastra là một loài chim theo truyền thống xếp trong họ Tyrannidae.
Tên gọi thông thường trong tiếng Anh của nó là many-colored rush tyrant, nghĩa đen là chim bạo chúa cói dùi nhiều màu. Môi trường sống của chúng là các vùng đất đầm lầy và các bụi lau sậy, cói, bấc xung quanh các sông, hồ. Loài này đặc biệt gắn liền với các bụi cói dùi chi Scirpus. Tổ của chúng được làm giữa các thân cây cói dùi.

## Hệ thống học và phân loại học
Nghiên cứu DNA năm 2013 về các loài chim cận biết hót ở Nam Mỹ phát hiện ra rằng Tachuris rubrigastra thuộc về một nhánh cô lập, đã tách ra khỏi các loài chim cận biết hót khác khoảng 25 triệu năm trước. Các tác giả gợi ý rằng tốt nhất nên đặt nó trong họ đơn loài là Tachurididae. Sau đó người ta đã đề xuất tên gọi cho họ này nên là Tachurisidae. Vị trí trong họ tách biệt được Edward Dickinson và Leslie Christidis tuân theo trong lần xuất bản thứ tư sách Howard and Moore Complete Checklist of the Birds of the World, nhưng các tác giả khác vẫn chưa chấp thuận.
Bốn phân loài được công nhận, bao gồm:
- Phân loài danh định (nguyên chủng) T. r. rubrigastra: Phổ biến rộng nhất, có từ đông nam Brasil tới miền nam Argentina và miền trung Chile.
- T. r. alticola: Trong dãy núi Andes ở đông nam Peru, tây Bolivia và tây bắc Argentina.
- T. r. libertatis: Vùng duyên hải Peru.
- T. r. loaensis: Phân bố hạn hẹp trong vùng Antofagasta ở miền bắc Chile.[9]

## Mô tả

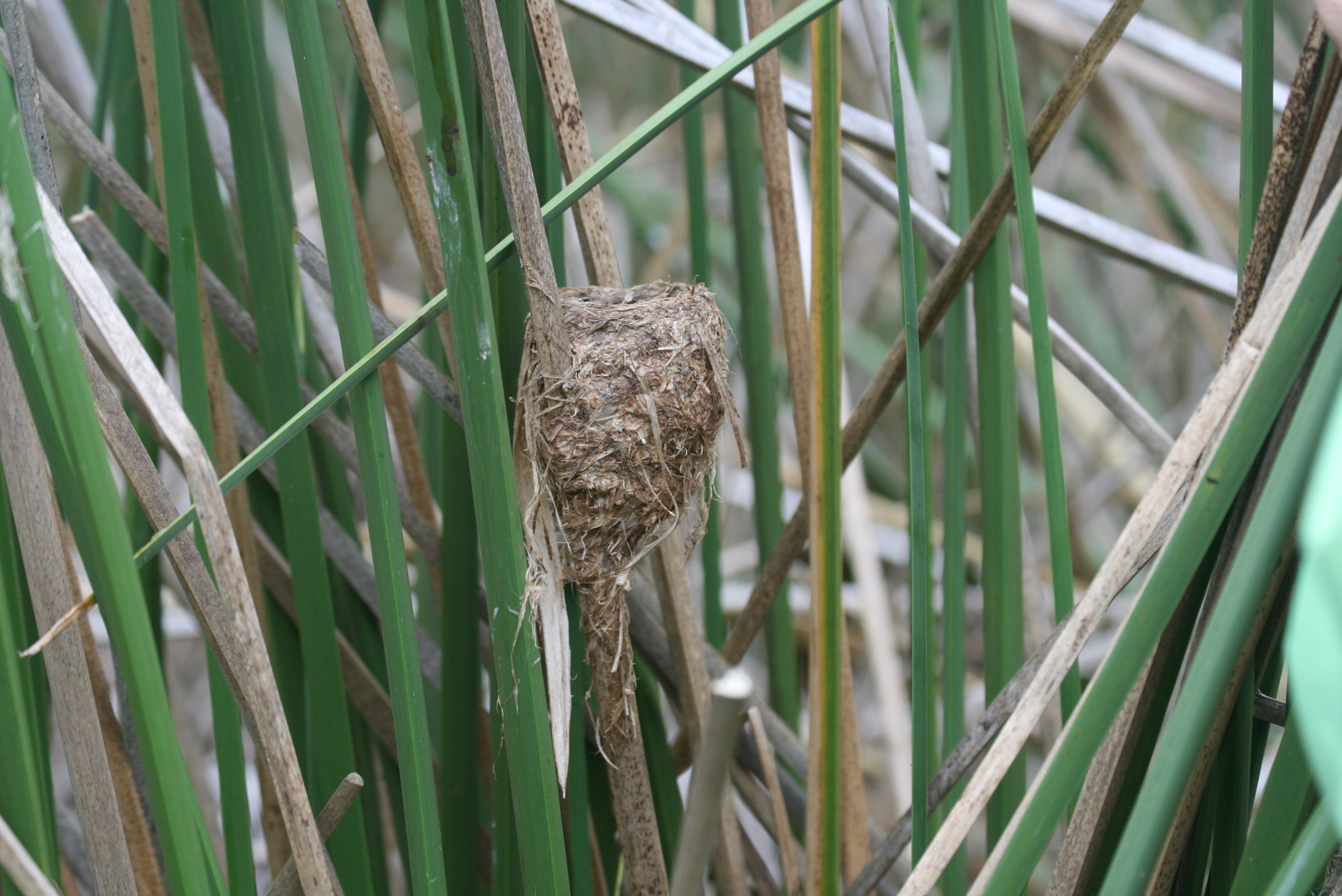
Tổ của T. rubrigastra.

T. rubrigastra là loài chim nhỏ, dài 11–11,5 xentimét (4,3–4,5 in). Như tên gọi thông thường của nó gợi ý, bộ lông của nó rất nhiều màu sặc sỡ. Lưng và phao câu có màu xanh lục trong khi phần bụng màu vàng và phần cổ màu trắng, với một dải lông ngực màu đen, các lông mặt dưới đuôi màu đỏ. Mặt có màu lam sẫm-xám, với dải lông màu vàng trên mắt, chỏm đầu sẫm màu với một vệt màu đỏ thường được che giấu. Cánh và đuôi sẫm màu với lông che phủ lông bay thứ cấp cũng như các lông đuôi bên ngoài có màu trắng. Chim mái xỉn màu hơn chim trống.